# 小行星3904
小行星3904（英語：3904 Honda）是一颗围绕太阳公转的小行星。1988年2月22日，罗伯特·H·麦克诺特在赛丁泉山发现了此天体。
这颗小行星的绝对星等为125.5319234224162等。